# Escut de la Ciutat del Vaticà
L'escut de l'Estat de la Ciutat del Vaticà té, en camper de gules, dues claus passades en sautor, amb les dents a dalt i mirant cap enfora, la de la destra d'or per damunt de la de la sinistra d'argent, lligades amb un cordó de gules. Sobre les claus, al cap de l'escut, una tiara papal.
L'escut d'armes de l'Estat Vaticà apareix regulat en la Llei fonamental de l'Estat de la Ciutat del Vaticà, de 26 de novembre del 2000.
Les claus entrecreuades són les claus de Sant Pere. La clau d'or, a més, representa el poder espiritual de l'Església Catòlica, i la d'argent el seu poder temporal. El cordó és el símbol del vincle entre tots dos poders. Les claus són, des del segle xiv, símbol de la Santa Seu.
La tiara està composta per tres corones que representen les atribucions del papa com a «pastor», «mestre» i «sacerdot suprem» de l'Església. La creu d'or de dalt la tiara simbolitza la crucifixió de Jesús.